# She's Got Issues
Singles de The Offspring
The Kids Aren't Alright Original Prankster
She's Got Issues est le quatrième et dernier single de The Offspring provenant de l'album Americana.

## Thème
La chanson traite des jeunes femmes qui se posent en victimes et rejettent tous leurs problèmes psychologiques sur les autres. Au sujet du thème de la chanson, Dexter Holland affirme : « Aujourd'hui, tout le monde a des problèmes mais personne ne veut en assumer la responsabilité ».

## Clip
La vidéo, réalisée par Jonathan Dayton et Valerie Faris et animée par Wayne White, montre une journée de travail ordinaire d'une jeune femme (jouée par Zooey Deschanel), et les choses de son quotidien, qu'elle trouve dérangeantes ou ennuyeuses, sont mises en évidence par des dessins humoristiques, qui représentent son imagination.
La femme est d'abord montrée en train de dormir dans son lit. Elle se réveille et fait frire deux œufs au petit-déjeuner. Après avoir regardé la télévision en mangeant, elle se rhabille et descend l'escalier. Elle prend ensuite le métro pour se rendre au travail. Elle travaille dans un atelier d'impression photo, se fait surprendre par son patron en train de voler une photo et démissionne après une dispute. Elle consulte son psychiatre au sujet de ses problèmes. Elle court ensuite jusqu'à son appartement et est accueillie par le groupe qui y joue.

## Classements
| Pays                           | Positions |
| ------------------------------ | --------- |
| États-Unis (Alternative Songs) | 11        |
| États-Unis (Mainstream Rock)   | 19        |
| Pays-Bas (Nederlandse Top 40)  | 89        |
| Royaume-Uni (UK Singles Chart) | 41        |
| Royaume-Uni (UK Rock Chart)    | 1         |
| Suède (Sverigetopplistan)      | 59        |
| Suisse (Schweizer Hitparade)   | 60        |